# Lijst van rijksmonumenten in Grathem
De plaats Grathem telt 8 inschrijvingen in het rijksmonumentenregister. Hieronder een overzicht.
| Object                                                       | Oorspronkelijke functie?  | Bouwjaar                                                   | Architect | Locatie         | Coördinaten?                  | Nr.?  | Afbeelding                                                   |
| ------------------------------------------------------------ | ------------------------- | ---------------------------------------------------------- | --------- | --------------- | ----------------------------- | ----- | ------------------------------------------------------------ |
| Grathemermolen                                               | Industrie- en poldermolen | 1874 / 1995                                                |           | Brugstraat 13   | 51° 11' 25" NB, 5° 51' 30" OL | 17201 | Meer afbeeldingen                                            |
| Boerderij met afgewolfd zadeldak en topgevel met vlechtingen | Boerderij                 | 19e eeuw                                                   |           | Dorpstraat 5    | 51° 11' 29" NB, 5° 51' 29" OL | 17202 | Boerderij met afgewolfd zadeldak en topgevel met vlechtingen |
| Sint-Severinuskerk                                           | Kerk en kerkonderdeel     | eerste kwart 13e eeuw (toren) eerste kwart 15e eeuw (koor) |           | Kerkplein 2     | 51° 11' 28" NB, 5° 51' 32" OL | 17203 | Meer afbeeldingen                                            |
| Bakstenen huis met zadeldak. Ingang met hardstenen omraming  | Woonhuis                  | 19e eeuw                                                   |           | Dorpstraat 7    | 51° 11' 29" NB, 5° 51' 31" OL | 17204 | Bakstenen huis met zadeldak. Ingang met hardstenen omraming  |
| Voormalige pastorie, thans jeugdhuis                         | Kerkelijke dienstwoning   | 19e eeuw                                                   |           | Kerkplein 3     | 51° 11' 28" NB, 5° 51' 30" OL | 17205 | Meer afbeeldingen                                            |
| Bakstenen huis                                               | Woonhuis                  | 1744 (ankers)                                              |           | Brugstraat 17   | 51° 11' 27" NB, 5° 51' 28" OL | 17206 | Upload foto                                                  |
| Kasteel ten Hove                                             | Kasteel, buitenplaats     | eerste helft 17e eeuw                                      |           | Pollaertshof 21 | 51° 11' 31" NB, 5° 51' 12" OL | 17207 | Meer afbeeldingen                                            |
| Eenvoudige hoeve                                             | Boerderij                 | 18e eeuw                                                   |           | Pollaertshof 3  | 51° 11' 32" NB, 5° 51' 11" OL | 17208 | Meer afbeeldingen                                            |